# Алекси Стоянов
Алекси Стоянов Стоянов е български офицер, генерал-майор, участник в Балканската (1912 – 1913) и Междусъюзническата война (1913), флигел-адютант на Н. В. Царя през Първата световна война (1915 – 1918). Флигел-адютант на цар Фердинанд I и цар Борис III през по-голямата част от военната си кариера.

## Биография
Алекси Стоянов е роден на 19 октомври 1868 г. в Пирдоп, Османска империя. През 1890 г. завършва в 9-и випуск на Военното на Негово Княжеско Височество училище и на 7 ноември 1887 произведен в чин подпоручик. На 7 ноември 1890 е произведен в чин поручик, а през 1895 г. в чин капитан. Като капитан се числи към свитата на княз Фердинанд като флигел-адютант. На 2 август 1903 в чин майор, а на 17 февруари 1908 г. в чин подполковник. През 1909 като флигел-адютант на цар Фердинанд е награден с Възпоменателен кръст „За независимостта“. Взема участие в Балканската (1912 – 1913) и Междусъюзническата война (1913) и на 2 август 1912 е произведен в чин полковник.
През Първата световна война (1915 – 1918) полковник Алекси Стоянов е флигел-адютант на Н. В. Царя през, за която служба съгласно заповед № 459 от 1919 г. по Военното ведомство е награден с Военен орден „За храброст“ III степен 2 клас. На 30 май 1917 г. е произведен в чин генерал-майор. Уволнен е от служба на 12 февруари 1919 година.
Генерал-майор Алекси Стоянов е последовател на Всемирното братство.
През 1930 г. Алекси Стоянов е част от свитата на царя при женитбата му в Италия с Джована Савойска. Той е един от приближените на цар Фердинанд и най-довереният човек на Борис III. До края на царуването на Борис III изпълнява тайно длъжността куриер в личната кореспонденция на царя.

## Семейство
Генерал-майор Алекси Стоянов има 3 деца. Дъщеря му Вяра загива на 10 януари 1944 при бомбардировките на София, а синът му Борис изчезва безследно след 9 септември 1944. Другата му дъщеря Надя е лична секретарка на цар Борис III, като след смъртта му преминава на служба при царица Йоана. След 9 септември 1944 г. е арестувана, подложена на репресии и въдворена в женския лагер „Босна“.

## Военни звания
- Подпоручик (7 ноември 1887)
- Поручик (7 ноември 1890)
- Капитан (1895)
- Майор (2 август 1903)
- Подполковник (17 февруари 1908)
- Полковник (2 август 1912)
- Генерал-майор (30 май 1917)

## Награди
- Възпоменателен кръст „За независимостта“ (1909)
- Военен орден „За храброст“ III степен 2 клас (1919)

## Образование
- Военно на Негово Княжеско Височество училище (до 1890)